# Meister der Apokalypsenrose der Sainte Chapelle

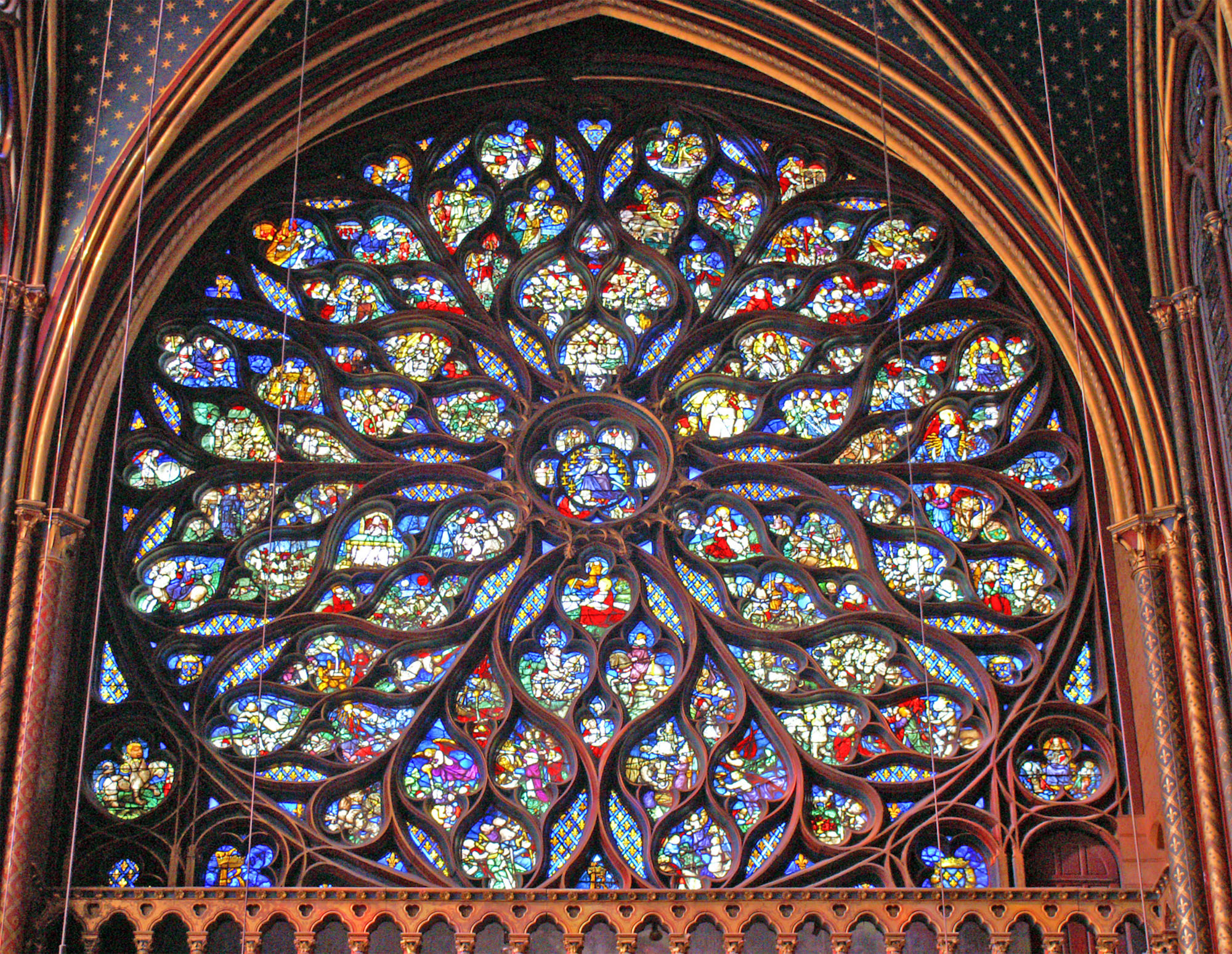
Fensterrose, Westseite, Sainte Chapelle, Paris (Innenansicht)

Als Meister der Apokalypsenrose der Sainte Chapelle wird ein mittelalterlicher Maler bezeichnet, der um 1490 die Glasmalerei für die  Fensterrose in der Westfassade der Sainte-Chapelle in Paris gestaltete. Der namentlich nicht bekannte Künstler und Kunsthandwerker war in dieser Palastkapelle der königlichen Residenz im Auftrag des Königs Karl VIII. von Frankreich tätig.
Der Meister hat in seiner Fensterverglasung die Apokalypse, die mittelalterliche christliche Vorstellung vom Ende der Zeit, behandelt. Im Zentrum der Rose, die einen Durchmesser von 9 Metern hat, thront Christus als Weltenrichter. Die weiteren Glasbilder behandeln das im Spätmittelalter populäre Thema seiner Wiederkunft und des Jüngsten Gerichts, der im Neuen Testament in der Offenbarung des Johannes beschriebenen Apokalypse. Die Glasbilder zählen zu den bedeutendsten Arbeiten der Glaskunst des 15. Jahrhunderts.
Eventuell kam der Meister der Apokalypsenrose aus einer der vielen Werkstätten von Buchmalern in Paris und war dort auch an der Ausmalung von Manuskripten beteiligt. So wird ihm von einigen Experten ein Stundenbuch aus dem Besitz der Anna von Bretagne zugeschrieben.  Es wird daneben vorgeschlagen, dass der Meister der Apokalypsenrose mit dem Meister der Einhornjagd identisch sein könnte, einem Buchmaler, der auch Entwürfe für Wandteppiche lieferte. Solche Vermutungen zu Identität und Werkkatalog bleiben wegen des Mangels an Dokumenten allerdings spekulativ. Jedoch beleuchten sie den Austausch von neuen Ideen und Techniken in den Künstlerwerkstätten im Paris der frühen Neuzeit, in denen Buchmaler auch gattungsübergreifend tätig waren.
Der Meister der Apokalypsenrose zeigt einen Stil, wie er ähnlich auch in den Werken des Meisters des Dreux Budé oder des Meisters von Coëtivy (den man bisweilen für seinen Vater gehalten hat) zu finden ist, und verwendet besonders typische Verzierungen in der Ausgestaltung des Buchschmucks.